# 경력신정
경력 신정(중국어 간체자: 庆历新政, 정체자: 慶曆新政, 병음: Qìnglì xīnzhèng)은 중국 북송 인종 시기 학자이자 관리인 범중엄, 한기, 부필, 구양수가 주도하여 추진되었다. 1043년부터 1045년까지 경력 연호 (1041년~1048년) 시기에 이루어졌으며, 제정 중국의 전통적인 국정 운영 방식에 개혁을 도입하려는 짧은 시도였다. 비록 반대 세력의 저항과 황제 및 신흥 사대부 관리들 간의 권력 투쟁으로 인해 실패로 끝났지만, 이는 30년 후 왕안석이 주도한 더 큰 개혁의 영감과 선구자 역할을 했다.

## 배경
11세기 중반, 1045년 서하 전쟁 종료부터 1068년 신종 즉위까지는 중국 정치 사상과 제도에서 놀라운 혁신이 일어난 시기였다. 개방적이고 관용적인 인종은 군주와 신하의 역할에 대한 중요한 대화를 포함한 진보 정신을 장려했다. 처음으로 상당수의 유교 사대부가 과거를 통해 영향력 있는 관료직을 얻었으며, 이들은 정책 수립과 실행에 참여했다. 마지막으로, 서하와의 전쟁과 제국의 재정 적자는 안정기에는 요구되지 않던 변화의 시급성을 촉발했다.

## 주도 인물
개혁은 범중엄이 이끄는 뜻을 같이하는 학자 집단과 그의 젊은 동료 한기, 부필, 구양수에 의해 주도되었다.

### 범중엄
범중엄은 경력 신정의 핵심 인물이었다. 그는 1015년 과거에 합격한 후 1040년대 초까지 다양한 지방직을 역임하며 오랜 관료 생활을 했다. 1043년 인종에 의해 부재상에 임명되기 전까지 범중엄은 1035년 황실 수도인 개봉의 태수로 재직하는 등 짧게만 중앙 정치에 참여했다. 그의 솔직한 태도와 인종, 섭정인 유 황후, 그리고 수재상에 대한 과감한 비판은 종종 그를 지방직으로 강등시켰다. 범중엄은 좋은 관리는 군주에게 정직한 제안을 하는 데 있어 비난을 두려워해서는 안 된다고 믿었기에 이러한 처벌을 기꺼이 받아들였다.
1040년, 서하가 송의 안보를 위협하자 범중엄은 국경으로 파견되어 강력한 방어를 조직했다. 1043년까지 범중엄의 방어 전략은 일부 성공을 거두기 시작했고, 그는 중앙 정부로 소환되어 경력 신정을 이끌게 되었다.
개혁이 실패한 후, 범중엄은 등주로 유배되었다.

### 구양수
구양수는 1030년 진사 시험에 합격한 지 4년 만에 개봉에 부임했다. 그는 이때부터 개봉에서 범중엄과 인연을 맺었다. 1036년 범중엄이 좌천된 후, 구양수는 범중엄의 주요 비판자를 비판하여 자신도 호북의 한 작은 관직으로 좌천되었다.
인종이 개혁을 시작하기로 결정했을 때, 구양수는 1040년대에 수도로 돌아와 정책 비판자로 임명되었다.

## 10개 조항 상소문
범중엄과 부필은 1043년 황제에게 개혁 의제를 담은 공동 10개 조항 상소문을 제출했다. 이는 크게 다음과 같은 범주로 나눌 수 있다.
1. 관리 임용, 평가 및 보상 개선을 통해 행정 효율성 증대;
2. 교육 및 과거 제도 개혁;
3. 농업 활동 장려 및 군사 방어력 강화;
4. 법률 및 규정의 적절하고 완전한 시행.

## 시행
첫 번째 조치는 유능한 관리들이 한 직책에 3년 이상 머무를 수 있도록 하고, 무능하거나 간사한 관리들은 더 쉽게 해임될 수 있도록 하는 것이었다. 국가 관리의 아들과 친척은 아버지의 직책을 자동으로 상속받는 것이 금지되었다. 과거에서 시의 중요성은 감소하고, 대신 에세이와 유교 고전이 중요하게 여겨졌다. 세금 곡물 운송을 담당하는 지방 관리들에 대한 감독이 강화되었고, 중앙 정부에 의해 직접 임명되었다. 관리들에게 할당된 토지는 더 적절하게 재분배되었다. 관개 개선을 위한 제방과 운하 건설을 통해 농업 생산성이 향상되었다. 수도 주변에 주둔한 군대는 농업에 종사하고 더 효과적인 방식으로 훈련받도록 했다. 부역은 감소되었다. 조정에서 발행하는 포고와 칙령은 즉시 시행되어야 했고, 그 시행에 대한 통제가 강화되었다.
이러한 개혁 중 다수는 1043년부터 1045년까지 2년 동안 시행되었다. 그러나 황제의 전폭적인 지지 없이는 개혁이 완전히 시행될 수는 없었다. 개혁이 시작된 지 얼마 지나지 않아 관리, 대토지 소유자, 그리고 전반적으로 부유한 집단의 반발로 인해 1045년 범중엄과 부필이 해임되었다.
학교 및 과거 제도의 변화는 지방의 부급 학교가 강화되는 정도로 지속되었고, 간결한 산문과 국가 운영 논의에 중점을 둔 고문체가 장식적인 문학보다 선호되었다. 더욱이, 일반 백성과 하급 관리의 자녀 교육을 위해 황실 대학이 개혁의 일환으로 설립되었는데, 이는 개혁이 철회된 후에도 유일하게 살아남은 기관이었다.

## 유산
경력 신정은 송나라의 첫 번째 유교 정치 운동으로, 유교 사상의 부활과 학습, 과거 시험, 관료 생활을 통해 높은 사회적 지위를 얻은 지방 엘리트의 등장을 강조했다. 전통적인 학설은 개혁 실패의 원인을 보수파와 직업 관료들의 강한 반대에 돌렸지만, 최근 연구는 패배의 근본 원인이 황제와 신흥 사대부 계층 간의 '천하 공치'를 시도하려는 새로운 시도에서의 권력 투쟁이었음을 강조했다. 인종은 일시적으로 사대부 관료들이 중앙 의사 결정에 참여하도록 허용했지만, 개혁가들을 전적으로 신뢰하거나 뿌리 깊은 황실 의정서를 해체하는 것을 망설였다.
경력 신정의 지도자인 범중엄은 후대의 개혁가 왕안석에게 "한 세대의 스승"으로 여겨졌다. 범중엄과 그의 이상은 이후의 정치 개혁에 영감을 주었다.
왕안석은 1070년대에 개혁의 기치를 들고 경력 신정의 많은 부분을 추진했을 뿐만 아니라 더 나아갔다. 그러나 경력 신정보다 더 오래 지속되었음에도 불구하고, 과거 제도에 대한 일부 개혁을 제외하고는 이 개혁 노력 또한 비슷한 막다른 길에 다다랐다.

## 같이 보기
- 신법

## 참고 문헌
- Fang, Jian (2001). 《范仲淹评传(Fan Zhongyan ping zhuan)》 [A Critical Biography of Fan Zhongyan]. Critical biography series of Chinese thinkers 1판. Nanjing: Nanjing University Press. ISBN 978-7-305-03657-6.
- Hartman, Charles (2015).  Chaffee, John W.; Twitchett, Denis, 편집. 《The Cambridge history of China》. 5, Part Two: Sung China, 960–1279. Cambridge [Eng.] ; New York: Cambridge University Press. ISBN 978-0-521-24330-8.
- Liu, James T.C. (1957). 〈An early song reformer: Fan Chung-yen〉.   Fairbank, John K. 《Chinese Thought and Institution》. Chicago: The university of chicago press.
- McGrath, Michael (2009).  Twitchett, Denis; Smith, Paul Jakov, 편집. 《The Cambridge history of China》. 5, Part One: The Sung Dynasty and Its Precursors, 907-1279. Cambridge [Eng.] ; New York: Cambridge University Press. ISBN 978-0-521-21447-6.

## 추가 문헌
- Zhao, Dongyan (2013년 4월 1일). 《中国王朝内争实录变法悲歌》 [중국 왕조 내부 논쟁: 개혁의 애가]. Liaoning Nationalities Press. 62–쪽. ISBN 978-7-205-07621-4.
- Li, Chunqing (1995). 《乌托邦与诗: 中国古代士人文化与文学价值观》 [유토피아와 시: 고대 중국 사대부 문화와 문학적 가치관]. Beijing Normal University Press. ISBN 978-7-303-04166-4.
- Chen, Yingzhao (1985). 《论庆历新政: 北宋第一次政治改革》 [경력 신정론: 북송 최초의 정치 개혁] (중국어). Department of Chinese Studies, National University of Singapore. ISBN 978-9971-62-113-1.
- Mote, Frederick W. (1999). 《Imperial China, 900-1800》. 하버드 대학교 출판부. ISBN 978-0-674-25651-4.
- Lin, Jiawen (2016). 《忧乐为天下: 范仲淹与庆历新政》 [천하를 위한 근심과 즐거움: 범중엄과 경력 신정] (중국어). Shanxi People's Publishing House. ISBN 978-7-203-09321-3.
- Mote, F.W. (1999). 《Imperial China: 900-1800》. 하버드 대학교 출판부. 124, 136–138쪽.
- Yuan, Zheng (Summer 1994). 《Local Government Schools in Sung China: A Reassessment》. 《History of Education Quarterly》 34. 193–213쪽. doi:10.2307/369121. JSTOR 369121.
- Zhang, Cong Ellen (2016). 〈Bureaucratic Politics and Commemorative Biography - The Epitaphs of Fan Zhongyan〉.   Ebrey, Patricia Buckley; Smith, Paul Jakov. 《State power in China, 900-1325》. A China Program book. Seattle: University of Washington Press. ISBN 978-0-295-99810-7.
- Wu, Gou (2020). 《Songrenzong, Gongzhi Shidai  宋仁宗，共治时代 [Emperor Renzong, an era of Collective Governance]》 (중국어). Guilin: Guangxi Normal University Press. ISBN 9787559826725.